# アイゾメヒカゲタケ属
アイゾメヒカゲタケ属 (Copelandia)は、今日では推奨されない分類であり、少なくとも12種のキノコの種が属す。
多くのアメリカの菌類学者は以前に、青変するヒカゲタケ属 Panaeolus に属す菌類を、本・アイゾメヒカゲタケ属 Copelandia に分類したが、欧州の菌類学者はヒカゲタケ属 Panaeolus を用いた。今日では、以前にアイゾメヒカゲタケ属 Copelandia に分類されたものはすべて、ヒカゲタケ属 Panaeolus に分類されている。
アイゾメヒカゲタケ属は、ヒカゲタケ属の亜属であった。これは、ジアコーモ・ブレッサドーラ (1847–1929) によって、エドウィン・ビンガム・コープランド (1873–1964)に敬意を表して作られた分類であった。アメリカ人のコープランドは、フィリピンで菌類を収集し、一部をブレッサドーラに寄贈した。
1983年に、インドネシアのバリ島、デンパサールのレギャン・ビーチにて、レストレランでCopelandia papilionaceaがスープやオムレツとして調理されて提供されていることが発見され、このキノコを送ってもらった小林義雄がその特徴を観察した。メキシコのシビレタケ属やニューギニアの幻覚性キノコでこうしたキノコの研究が終わったかと思っていたが、バリ島でしかも調理されていたため、大きな驚きを示した。
本属の種は、白から灰色、または黄淡色で、細長く壊れやすく脆い柄を持つ。両半球の熱帯や新熱帯区に分布し、草原の死んだ蘚類、枯れた雑草、砂丘、腐った木、糞にて生育する。シロシンを含有するため、傷つくと傘と柄の青変が見られることが多い。傘に粘着性はなく、乾燥するとしばしばひび割れ状になる。クリソシスチジアはない。
アイゾメヒカゲタケ属のすべての種は、幻覚性のシロシンとシロシビンを含有する

## 種の一覧
- en:Copelandia affinis (E. Horak)
- en:Copelandia bispora (Malençon & Bertault) Singer
- en:Copelandia cambodginiensis (Ola'h & R. Heim) Singer
- en:Copelandia chlorocystis Singer & R.A. Weeks
- アイゾメヒカゲタケ Panaeolus cyanescens (Berkeley & Broome) Singer
- en:Copelandia lentisporus (Ew. Gerhardt) Guzmán
- en:Copelandia mexicana Guzmán
- en:Copelandia tirune Natarajan & Raman
- en:Copelandia tropica  Natarajan & Raman
- パナエオルス・トロピカリス Copelandia tropicalis  (Ola'h) Singer & R.A. Weeks

### 書籍
- Copelandia and other Psychoactive Mushrooms in Hawaii
- Pollock. S. 1974. A novel experience with Panaeolus: A case study from Hawaii. Journal of Psychedelic Drugs vol. 6(1): 85-89.
- Abbé Giacomo Bresadola (1847 - 1929)
- Taxonomische Revision der Gattungen Panaeolus und Panaeolina, by Ew. Gerhardt, 1996